# Zecchino d'Oro 1993
Il trentaseiesimo Zecchino d'Oro si è svolto a Bologna dal 25 al 28 novembre 1993.
È stato presentato da Cino Tortorella e Maria Teresa Ruta. La sigla era Lo Zecchino d'Oro (Mario Panzeri, Peppino Principe).
Nella terza giornata le votazioni sono state effettuate in maniera diversa dal solito: al posto delle consuete palette con i voti da 6 a 10, le preferenze della giuria sono state espresse con il SI. Le canzoni in gara aumentano da 12 a 14, come era già avvenuto nel 1976.
Il Fiore della solidarietà del 1993 è dedicato alla costruzione di una casa d'accoglienza in Brasile per i Meninos da rua di Niterói.

## Brani in gara
- Balalaika (Во поле берёза стояла) (Testo originale: Tradizionale, Testo italiano: Alberto Testa/Musica: Augusto Martelli) ( Russia) - Klara Gousseva (Клара Гусева) (8 anni)
- Gli angeli di Nôtre Dame (A Paris au printemps) ( Francia) (Testo originale: Jean Rolland, Testo italiano: Fernando Rossi/Musica: Daniel White, Claudie White) - Maximilien Cruc (8 anni)
- I tre pagliacci (Testo: Sandro Tuminelli/Musica: Jacqueline Perrotin) - Marco Catanzaro (8 anni), Jonathan Rodio (8 anni) e Francesca Messano (5 anni)
- Il coccodrillo come fa? (Testo: Oscar Avogadro/Musica: Pino Massara) - Carlo Andrea Masciadri (8 anni) e Gabriele Patriarca (5 anni)
- Il dialetto dell'amore (Testo: Luciano Beretta/Musica: Nicola Aprile) - Ylenia Zobec (7 anni)
- La barchetta di carta (Barcica od papira) ( Croazia) (Testo: Biba Benussi, Vlado Benussi/Musica: Biba Benussi, Vlado Benussi) - Alba Nacinovich (6 anni)
- La nonna di Beethoven (Testo: Franco Castellano, Giuseppe Moccia/Musica: Augusto Martelli) - Michele Carluccio (8 anni)
- Mami papi (Kleine Leute) ( Germania) (Testo originale: Michael Kunze, Testo italiano: Cheope/Musica: Dario Farina) - Louise Jansen (8 anni)
- Mamma che stress (Testo: Tony Martucci, Emilio Di Stefano/Musica: Vito Mercurio) - Martina Fabbri (6 anni)
- Minnie (Pejxa) ( Malta) (Testo originale: Cecilja Testa, Testo italiano: Alessandra Valeri Manera/Musica: Sammy Galea) - Jacqueline Spiteri (7 anni)
- Pesciolino rosso (Testo: Alessandro Bigarelli/Musica: Alessandro Bigarelli, Umberto Zini) - Serena Signorile (7 anni)
- Si gira un film (Testo: Vittorio Sessa Vitali/Musica: Renato Pareti) - Cristina Plancher (7 anni)
- Tango matto (Tango loco) ( Argentina) (Testo originale: Pipo Pescador, Testo italiano: Giorgio Calabrese/Musica: Pipo Pescador) - Lucía Fideleff (8 anni)
- Vulcani di qui... vulcani di là! (Aótearóa) ( Nuova Zelanda) (Testo originale: Paul Minhinnick, Testo italiano: Luciano Beretta, Elide Suligoj/Musica: Luciano Zotti) - Mihiarangi Piripi (6 anni)